# Halal
Halal (Arapski: حلال ḥalāl, halaal) je arapska riječ koja znači čisto ili dozvoljeno i označava u islamu sve stvari i djela, koje su prema islamskom zakonu dozvoljene. Oni stoje između haram (حرام) (zabranjeno) i farz (فرض), (dužnosti).

## Hrana
Riječ Halal se najčešće koristi u odnosu na hranu i prehranu propisanu u Kuranu i sunnetu.
Kuran zabranjuje krv, meso od svinje, meso od životinje koja je ubijena davljenjem, smrt od gladi. Prema Kuranu zabranjeno je konzumiranje alkoholnih pića.  